# Francesco Sgalambro
Francesco Sgalambro (ur. 16 kwietnia 1934 w Lentini, zm. 11 sierpnia 2016) – włoski duchowny katolicki, biskup Cefalù w latach 2000–2009.

## Życiorys
Ukończył studia filozoficzno-teologiczne w seminarium duchownym w Mesynie. Ponadto uzyskał tytuł doktora teologii na Papieskim Uniwersytecie Gregoriańskim.
Święcenia kapłańskie otrzymał 22 września 1957. Był profesorem filozofii w seminarium w Mesynie, a następnie w Instytucie Teologicznym Św. Tomasza w tymże
mieście. Następnie był kapelanem w kościele klarysek w Montevergine; Był także członkiem Rady Kapłańskiej oraz kanonikiem kapituły katedralnej.

### Episkopat
22 lutego 1986 papież Jan Paweł II mianował go biskupem pomocniczym Messyny, ze stolicą tytularną Minturnae. 5 kwietnia tego samego roku z rąk kardynała Salvatora Pappalardo przyjął sakrę biskupią. W archidiecezji pełnił funkcję wikariusza generalnego.
18 marca 2000 przeniesiony do diecezji Cefalù, gdzie objął godność biskupa diecezjalnego. 17 września 2009 ze względu na wiek na ręce papieża Benedykta XVI złożył rezygnację z zajmowanej funkcji.
Zmarł 11 sierpnia 2016.